# ونکیونی
ونکیونی (به لاتین: Venciūnai) یک منطقهٔ مسکونی در لیتوانی است که در شهرداری بخش الیتاس واقع شده‌است.

## خصوصیات
ونکیونی ۵۸۸ نفر جمعیت دارد.